# تشارلز إي. باتلر
تشارلز إي. باتلر (بالإنجليزية: Charles E. Butler)‏ هو شاعر أمريكي، (و. 1909 – 1981 م).